# キム・ソンウォン (俳優)
キム・ソンウォン（김성원、金聖源、1936年1月2日 - 2022年8月8日）は、大韓民国の俳優、声優、舞台俳優。
平壌市に生まれ、幼少期を原州市で過ごし、原州農業高校（後の嶺西高等学校）、サラバル芸術初級大学（서라벌 예술 초급 대학、後のサラバル芸術大学）を卒業して、1954年に舞台俳優としてデビューした。1956年、基督教放送声優劇会公開採用2期の声優として正式にデビューし、『다이알 Y를 돌려라（ダイアルYを回せ）』などラジオドラマに出演し、1970年、30代半ばから、50年以上糖尿病を患っていたが、歩く運動、食事管理などを通して着実に健康管理をしていたが、2022年初めに膀胱癌末期判定を受けて闘病したが、8月8日に数え年87歳で息を引き取った。

## 学歴
- 原州初等学校（朝鮮語版） 卒業
- 原州農業高校 卒業
- サラバル芸術初級大学 卒業

## 出演作

### 映画
- 1972年：沈清伝（효녀 심청）
- 1973年：논개
- 1973年：臥龍先生上京記（교장 선생 상경기）
- 1977年：너는 달 나는 해
- 1977年：괴짜 만세
- 1977年：소문난 고교생
- 1978年：마지막 잎새
- 1979年：불행한 여자의 행복
- 1985年：그것은 밤에 이뤄졌다
- 1986年：푸른 하늘 은하수
- 1987年：成春香（성춘향）
- 1988年：스파크맨
- 1989年：여인파티
- 1989年：강남 꽃순이
- 1990年：어느 모델의 사랑
- 1991年：별이 빛나는 밤에 - チョン社長（정 사장） 役
- 1991年：失われた君（잃어버린 너）- オム・シュンシク（엄충식）の父 役
- 1992年：서울의 달빛
- 1992年：불행한 아이의 행복
- 1992年：将軍の息子3（장군의 아들 3）
- 1993年：연인들의 멜로디
- 1993年：공포의 덩크슛
- 1995年：ムクゲノ花ガ咲キマシタ（무궁화 꽃이 피었습니다）- ヒョン大統領（현 대통령）役
- 1995年：여자 일기 The Diary Of A Woman
- 2007年：食客（식객）- 最終決勝解説者 役
- 2007年：ブラボー・マイ・ライフ（브라보 마이 라이프）- 社長 役
- 2011年：西遊記リターンズ（서유기 리턴즈）- 医者 役
- 2013年：愛のバトン（완전 소중한 사랑）- クイックの配達員（퀵 배달원） 役

### ドラマ、シットコム
- 1982年：KBS 1TV 大河ドラマ 風雲（풍운）
- 1983年：KBS 1TV朝ドラマ（朝鮮語版） 은하의 꿈
- 1984年：KBS 1TV 大河ドラマ 独立門（독립문）
- 1985年：KBS 1TV 特集ドラマ 오성장군 김홍일
- 1987年：KBS 1TV 毎日連続劇 세월
- 1988年：KBS 1TV 特集ドラマ 따뜻한 남쪽 나라
- 1988年：KBS 2TV 週末連続劇 순심이
- 1988年：MBC 朝鮮王朝500年特別企画ドラマ 한중록 - 朝鮮王 英祖 役
- 1989年：MBC 特別企画ドラマ 제2공화국 - チョ・ビョンオク（조병옥） 役
- 1990年：KBS 2TV 歴史ドラマ 파천무 - 皇甫仁（황보인） 役
- 1993年：MBC 特別企画ドラマ 제3공화국 - 崔圭夏（최규하） 役
- 1995年：KBS 1TV 大河ドラマ 燦爛たる黎明（찬란한 여명）- 伊藤博文 役
- 1995年：SBS 特別企画 코리아 게이트 - 盧泰愚（노태우）大統領 役
- 2003年：KBS 1TV 大河ドラマ 武人時代（무인시대）- 韓文俊（한문준） 役
- 2003年：SBS 特別企画 완전한 사랑 - パク会長（박 회장） 役
- 2004年：SBS 特別企画 パリの恋人（파리의 연인）- ソンフン会長、ハン・ギジュの父、ユン・スヒョクの祖父（한성훈 회장 역, 한기주의 아버지, 윤수혁의 외할아버지）役
- 2004年：KBS 2TV 水木ミニシリーズ 二度目のプロポーズ（두번째 프러포즈）- キム・トンギュ（김동규） 役
- 2005年：SBS 週刊シットコム 귀엽거나 미치거나 - 菓子会社ブレッド製菓会長（제과회사 브레드제과 회장）
- 2007年：MBC 水木ミニシリーズ ニューハート（뉴하트）- カン・スファン（강수환 役（特別出演）
- 2010年：KBS 1TV 夜の毎日ドラマ 笑ってトンヘ（웃어라 동해야）- チョ・ピルヨン（조필용） 役
- 2011年：SBS ドラマスペシャル サイン（싸인）- 校長先生 役
- 2012年：TV朝鮮 開局特集ドラマ 約束の恋人（한반도）- 元老1 役
- 2013年：MBN ドキュメンタリードラマ 대한민국 정치비사 - 進行

## 声優出演作

### 外国作品吹き替え
- 逃亡者（TBC）シリーズ水 - リチャード・キンブル（演者：デビッド・ジャンセン） 役
- 空軍大戦略（TBC）- コリン・ハーベイ（演者：クリストファー・プラマー）役
- 続・夕陽のガンマン（TBC）- トゥコ（演者：イーライ・ウォラック）役
- パピヨン（TBC）

### 声の出演
- 1969年：춘원 이광수 - 李光洙 役

## 放送
- 1991年2月16日：KBS 1TV お正月特集 - 복 많이 받으세요 아역 배우 최형선과 함께 진행
- 1997年：KBS 1TV - TV는 사랑을 싣고

## 広告
- 1979年：真珠ハム（진주햄）- 진주 요리땡
- 1981年：一洋薬品（일양약품）- 企業PR
- 1986年：一洋薬品 - 아진탈
- 1990年：信用協同組合（신용협동조합）
- 1991年：세화양산
- 1993年：一洋薬品 - 왕삼천
- 1999年：大信證券（대신증권）
- 2006年：노블레스타워

## ラジオドラマ・ミュージカル・その他
- 1962年：MBCラジオドラマ - 진고개 신사
- 1965年：ラジオドラマ - 회전의자

- 1962年：演劇 南山ドラマセンター（남산 드라마센터）開館記念 - ハムレット
- 1966年：創作ミュージカル - 살짜기 옵서예
- 創作ミュージカル - 해상왕 장보고
- 創作ミュージカル - 두 번째 태양
- 1973年：TBC（現KBS） TV古典 海賊劇 - 여보 정선달

## 受賞歴
- 1974年：TBC演技大賞（TBC 연기대상）

## 著書
- 2006年：당뇨와 친구하라、キムヨンサ（朝鮮語版）